# Bucy-Saint-Liphard
 Bucy-Saint-Liphard  es una población y comuna francesa, situada en la región de Centro, departamento de Loiret, en el distrito de Orléans y cantón de Patay.

## Demografía
| 140 | 170 | 245 | 231 | 227 | 217 |
| Para los censos de 1962 a 1999 la población legal corresponde a la población sin duplicidades (Fuente: INSEE [Consultar]) |     |     |     |     |     |